# ویکی جیمز
روث اریکان جیمز (زاده ۹ ژوئن ۱۹۹۴) معروف به ویکی جیمز طراح مد، خواننده انجیل و کارآفرین نیجریه ای است. در سال ۲۰۲۱، او برنده جوایز انتخاب بینندگان جادوی آفریقا برای بهترین طراح سال شد. در ماه مه ۲۰۲۳، او اولین تک آهنگ خود را با نام "Nothing Less" منتشر کرد.
ویکی جیمز در ۹ ژوئن ۱۹۹۴ در نسیت آتای، ایالت اکوا ایبوم به دنیا آمد. او در خانواده آقای آگوستین جیمز و خانم استر جیمز به عنوان تنها دختر در بین دو برادر متولد شد. پدرش یک معمار بود، در حالی که مادرش صاحب یک خیاطی بود. او تقریباً پنج ساله بود که پدرش را از دست داد و مادرش تنها نان آور خانواده شد. در حالی که او هنوز نوزاد بود، خانواده‌اش به آجگونل، ایالت لاگوس نقل مکان کردند، جایی که او نیز بیشتر دوران کودکی خود را در کنار دو برادرش گذراند و همچنین تحصیلات ابتدایی و متوسطه خود را در آنجا گذراند.
در اکتبر ۲۰۲۳، ویکی جیمز نامزدی خود را با Femi Atere در رسانه‌های اجتماعی اعلام کرد. در فوریه ۲۰۲۴، آنها عروسی سنتی خود را در ایالت اکوا ایبوم و یک مراسم عروسی سفید با تم قدیمی در لاگوس، نیجریه برگزار کردند.